# Карипов, Манас
Манас Карипов (17 марта 1995, Кант) — киргизский футболист, защитник и полузащитник клуба «Мурас Юнайтед».

## Клубная карьера
Воспитанник клуба «Абдыш-Ата». В 2012 году начал играть в первой лиге Кыргызстана за фарм-клуб «Абдыш-Аты» — «Живое Пиво», в том же сезоне был в заявке клуба высшей лиги бишкекского «Динамо-МВД». В 2013—2017 годах играл за основной состав «Абдыш-Аты», становился серебряным (2014, 2017) и бронзовым (2013, 2016) призёром чемпионата страны, обладателем (2015) и финалистом (2014) Кубка Кыргызстана.
В 2018 году перешёл в клуб «Нефтчи» (Кочкор-Ата).

## Карьера в сборной
Выступал за сборные Кыргызстана младших возрастов. В составе молодёжной сборной принимал участие в двух розыгрышах Кубка Содружества (2014, 2016), сыграл 6 матчей. В составе олимпийской сборной участвовал в Азиатских играх 2014 года, сыграл один матч.

## Достижения
- Обладатель Кубка Кыргызстана: 2023